# Лапалис
Лапали́с (фр. Lapalisse) — коммуна во Франции, находится в регионе Овернь. Департамент коммуны — Алье. Административный центр кантона Лапалис. Округ коммуны — Виши.
Код INSEE коммуны — 03138.

## Население
Население коммуны на 2008 год составляло 3175 человек.
| 1962 | 1968 | 1975 | 1982 | 1990 | 1999 | 2008 |
| ---- | ---- | ---- | ---- | ---- | ---- | ---- |
| 3349 | 3528 | 3605 | 3553 | 3603 | 3302 | 3175 |

## Экономика
В 2007 году среди 1796 человек в трудоспособном возрасте (15—64 лет) 1265 были экономически активными, 531 — неактивными (показатель активности — 70,4 %, в 1999 году было 71,1 %). Из 1265 активных работали 1126 человек (598 мужчин и 528 женщин), безработных было 139 (50 мужчин и 89 женщин). Среди 531 неактивных 146 человек были учащимися или студентами, 201 — пенсионерами, 184 были неактивными по другим причинам.

## Достопримечательности
- Замок Лапалис
- Музей искусства
- Церковь св. Иоанна Крестителя XIX века

## Фотогалерея

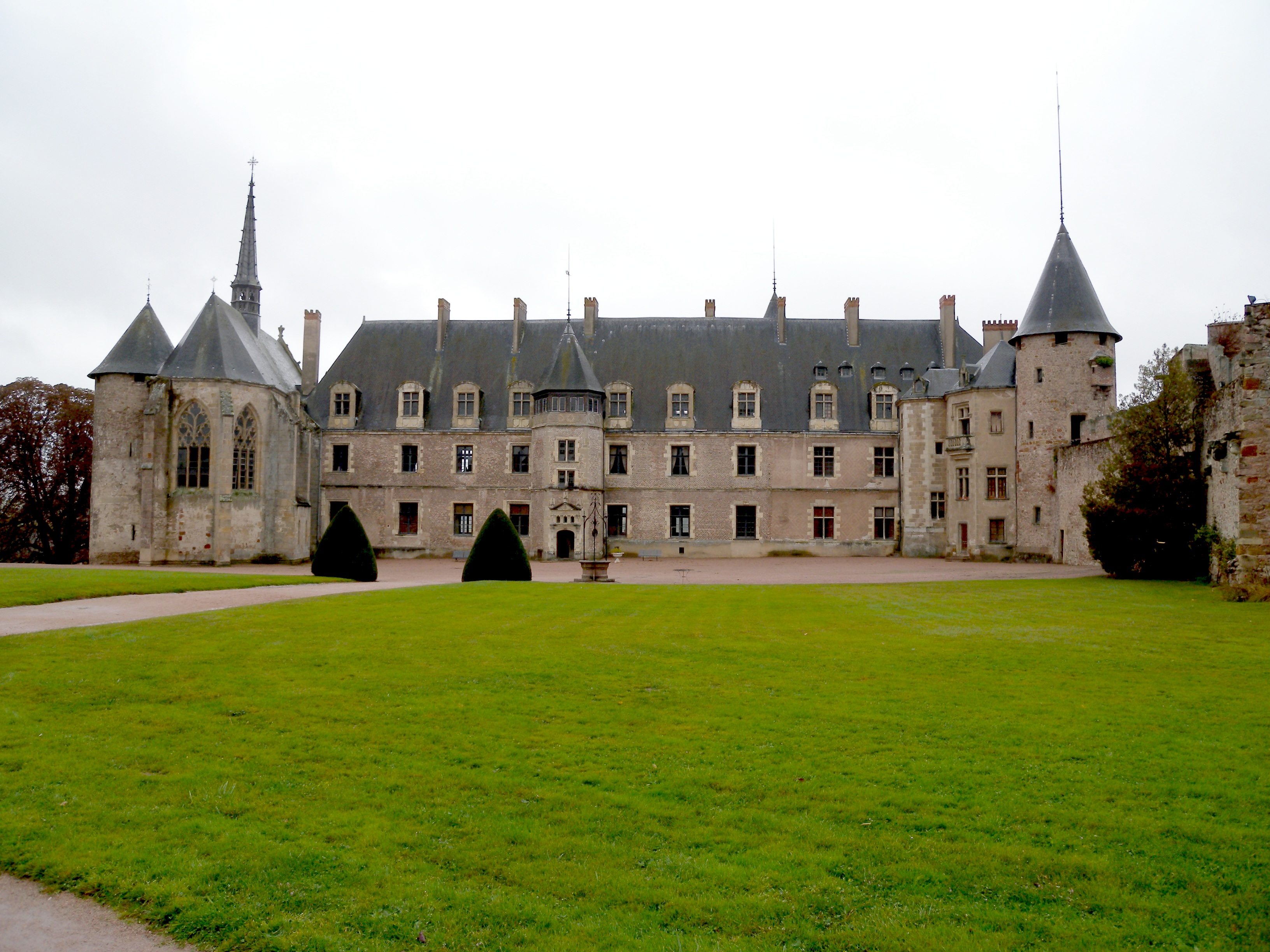
Замок Лапалис
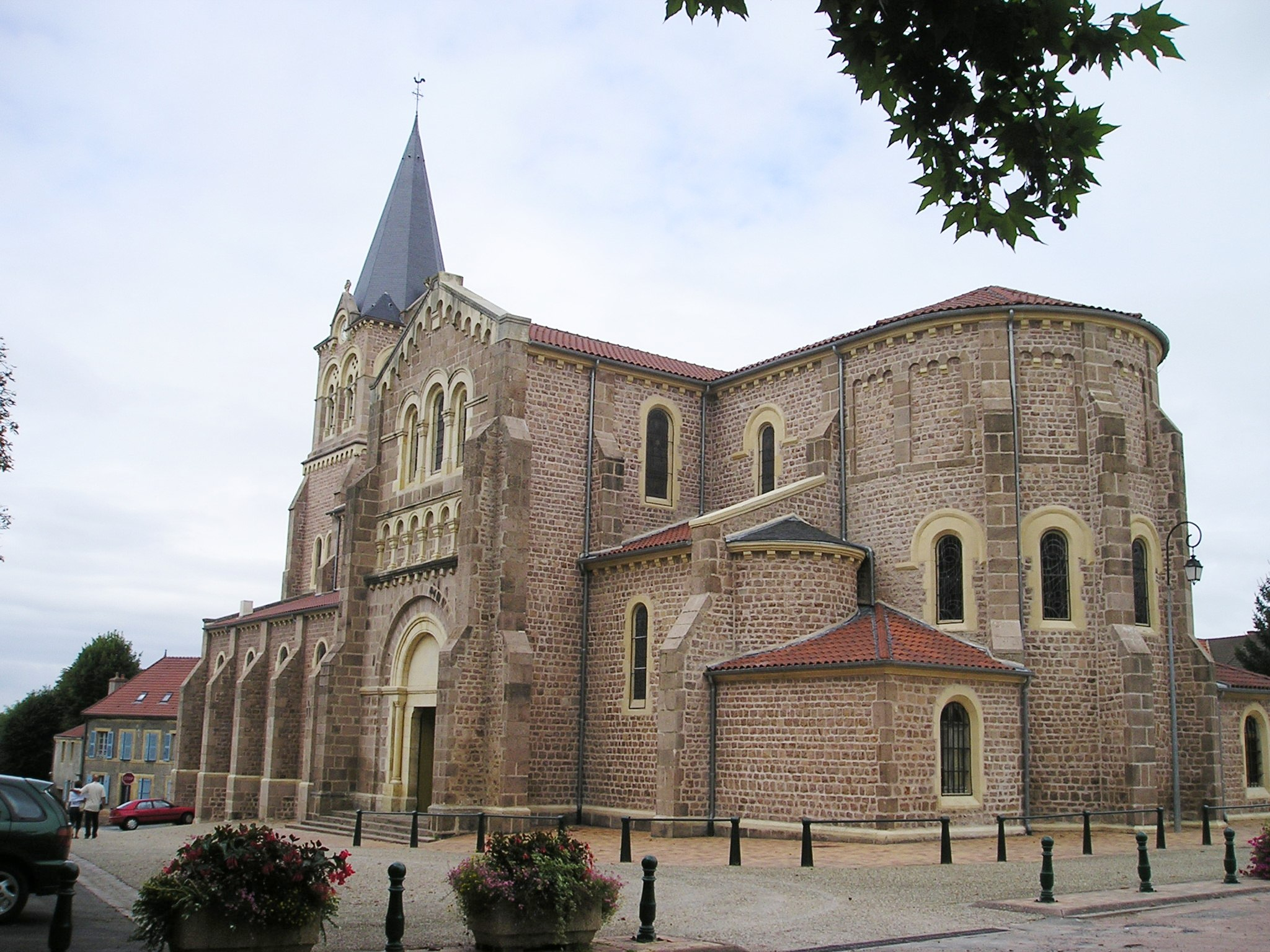
Церковь св. Иоанна Крестителя